# NGC 5552
NGC 5552 (NGC 5558) é uma galáxia espiral (S) localizada na direcção da constelação de Virgo. Possui uma declinação de +07° 01' 56" e uma ascensão recta de 14 horas, 19 minutos e 03,9 segundos.
A galáxia NGC 5552 foi descoberta em 8 de Maio de 1864 por Albert Marth.